# 3869 Norton
A 3869 Norton (ideiglenes jelöléssel 1981 JE) a Naprendszer kisbolygóövében található aszteroida. Edward L. G. Bowell fedezte fel 1981. május 3-án.